# Гренада (Каліфорнія)
Гренада (англ. Grenada) — переписна місцевість (CDP) в США, в окрузі Сискью штату Каліфорнія. Населення — 314 особи (2020).

## Географія
Гренада розташована за координатами 41°38′22″ пн. ш. 122°31′33″ зх. д. / 41.63944° пн. ш. 122.52583° зх. д. (41.639447, -122.525844).  За даними Бюро перепису населення США в 2010 році переписна місцевість мала площу 1,34 км², з яких 1,34 км² — суходіл та 0,00 км² — водойми.

## Демографія
Згідно з переписом 2010 року, у переписній місцевості мешкало 367 осіб у 162 домогосподарствах у складі 86 родин. Густота населення становила 274 особи/км².  Було 193 помешкання (144/км²).
Расовий склад населення:
| - 83,7 % — білих - 9,5 % — корінних американців - 0,5 % — чорних або афроамериканців - 0,3 % — азіатів |

До двох чи більше рас належало 5,2 %. Частка іспаномовних становила 3,3 % від усіх жителів.
За віковим діапазоном населення розподілялося таким чином: 22,1 % — особи молодші 18 років, 52,0 % — особи у віці 18—64 років, 25,9 % — особи у віці 65 років та старші. Медіана віку мешканця становила 44,5 року. На 100 осіб жіночої статі у переписній місцевості припадало 92,1 чоловіків;  на 100 жінок у віці від 18 років та старших — 91,9 чоловіків також старших 18 років.
Середній дохід на одне домашнє господарство  становив 41 282 долари США (медіана — 41 806), а середній дохід на одну сім'ю — 49 904 долари (медіана — 46 908). За межею бідності перебувало 21,7 % осіб, у тому числі 24,5 % дітей у віці до 18 років та 0,0 % осіб у віці 65 років та старших.
Цивільне працевлаштоване населення становило 193 особи. Основні галузі зайнятості: освіта, охорона здоров'я та соціальна допомога — 26,4 %, роздрібна торгівля — 14,0 %, будівництво — 14,0 %.